# U-Bahn-Station Alaudagasse
Alaudagasse is een metrostation in het district Favoriten van de Oostenrijkse hoofdstad Wenen. Het station werd geopend op 2 september 2017 en wordt bediend door lijn U1. De naam dankt het station aan de zijstraat die bij het station op de Favoritenstraße uitkomt.

## Geschiedenis
Op 26 januari 1968 werd besloten om een metronet in Wenen aan te leggen met drie lijnen waaronder de U1 tussen Reumannplatz en Praterstern. De nadere uitwerking van het metronet, de U-Bahn-Netzvariante M uit 1970, omvatte een veel groter net met verlengingen die pas later zouden worden toegevoegd. Een van die verlengingen was de zuidelijke van de U1 met een station Per-Albin-Hansson-Siedlung dat in 2017 werd gerealiseerd onder de naam Alaudagasse. De lijn zou hiervandaan nog verder lopen naar Rothneusiedl maar er werd gekozen voor de ombouw van de trambaan naar Oberlaa tot metro. De opening van de verlenging betekende dat tramlijn 67, met de haltes Alaudagasse en Stockholmer Platz, werd opgeheven.

## Ligging en inrichting
Het station ligt net als het grootste deel van de verlenging onder de noord-zuid lopende Favoritenstraße.  Het eilandperron ligt direct onder straatniveau dat vanaf beide uiteinden met trappen en een lift bereikbaar is. Aan de overkant van de Favoritenstraße ligt een busstation waar meerdere lijnen naar de omliggende wijken stoppen. Voor de metrodienst eindigt de helft van de ritten op de bovengrondse keersporen ten zuiden van het station. De andere helft rijdt ondergronds verder tot vlak bij de Donauländebahn waarna de vroegere trambaan naar Therme Wien gevolgd wordt. Door de glooiing van het landschap ligt het zuideinde van de keersporen hoog genoeg om de omliggende straten ongelijkvloers te kruisen. Daarmee kunnen de sporen gebruikt worden als eerste deel van een tak naar Rothneusiedl het aanvankelijk beoogde eindpunt.

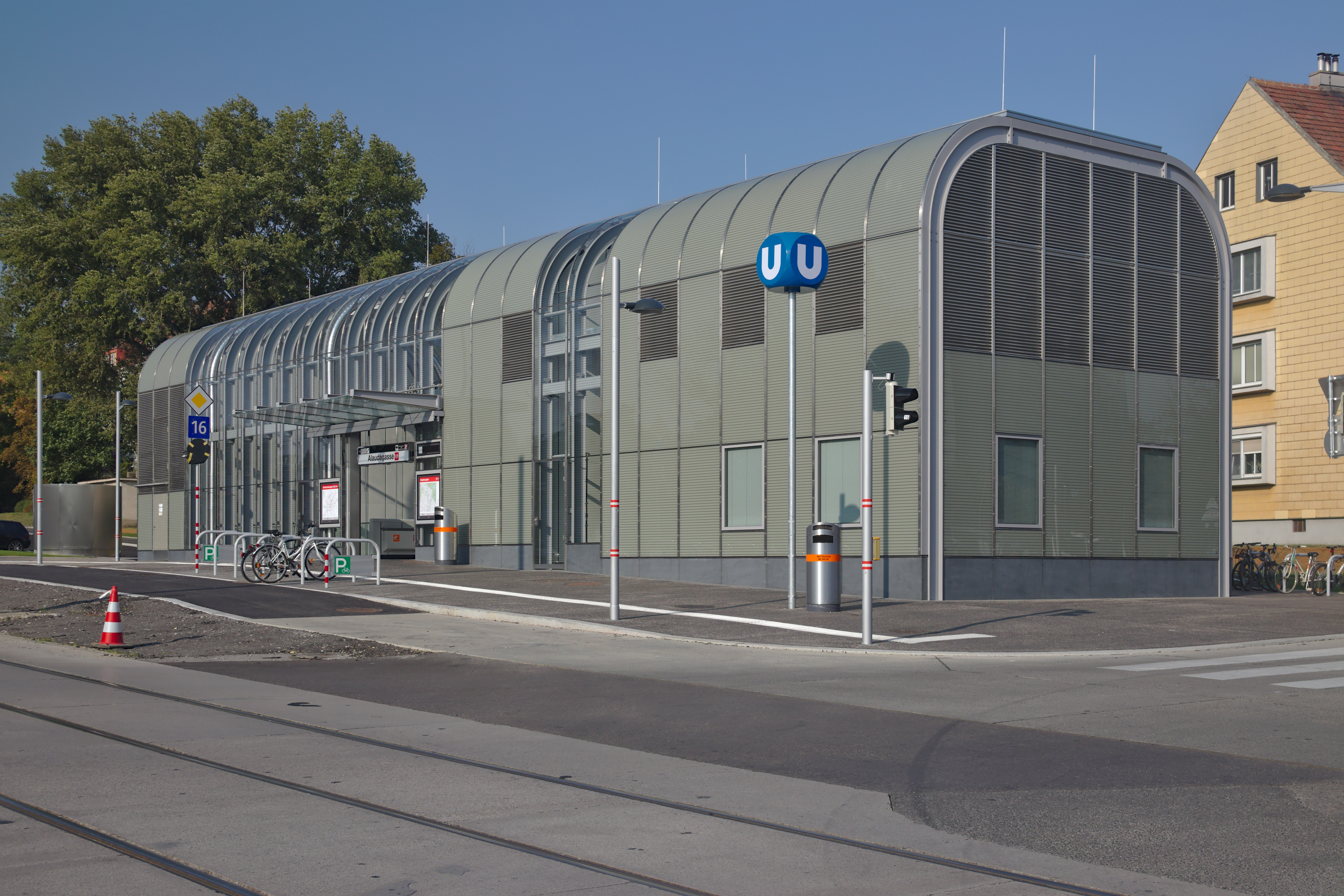
Het noordelijke toegangsgebouw.
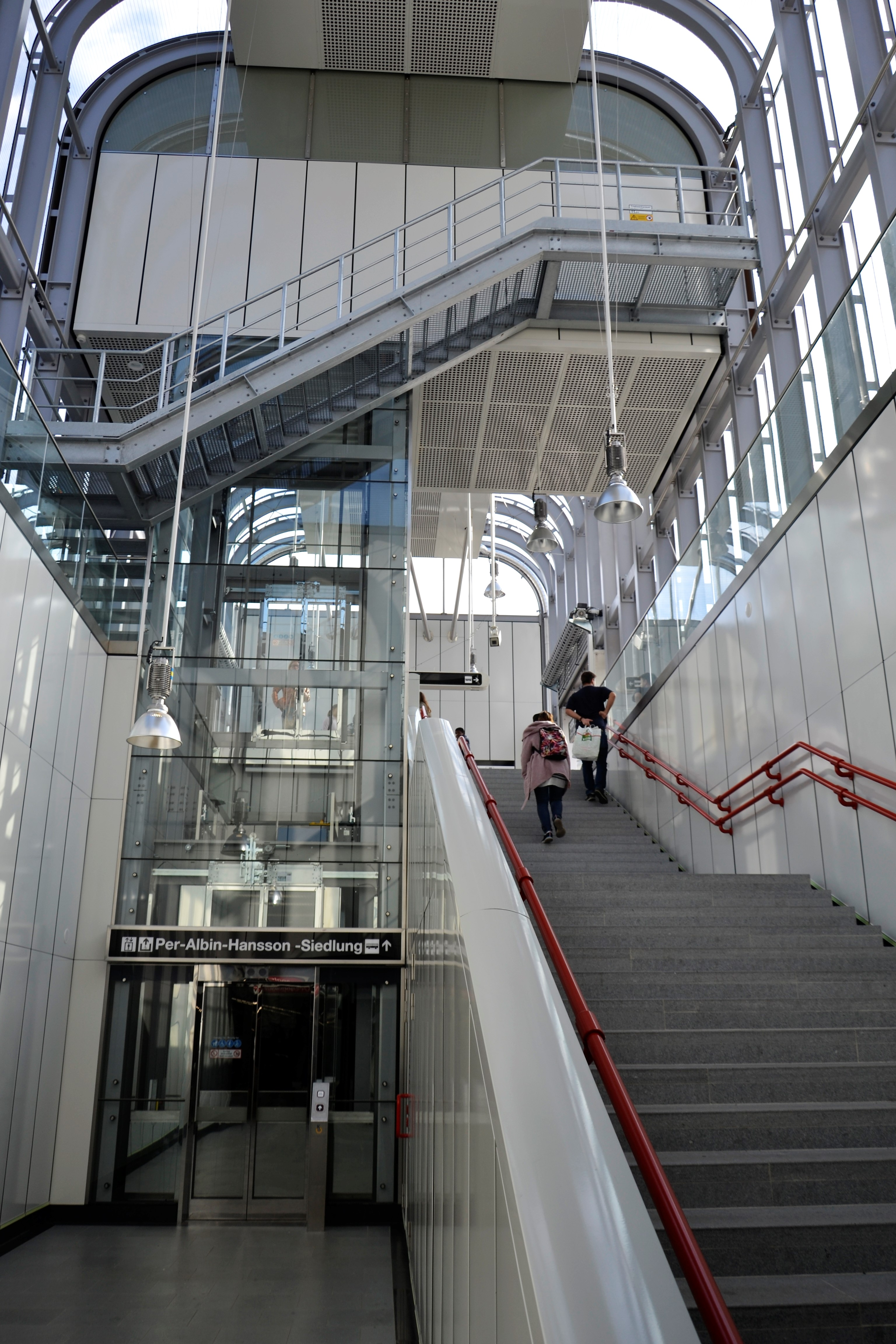
Tussen hal en perron.
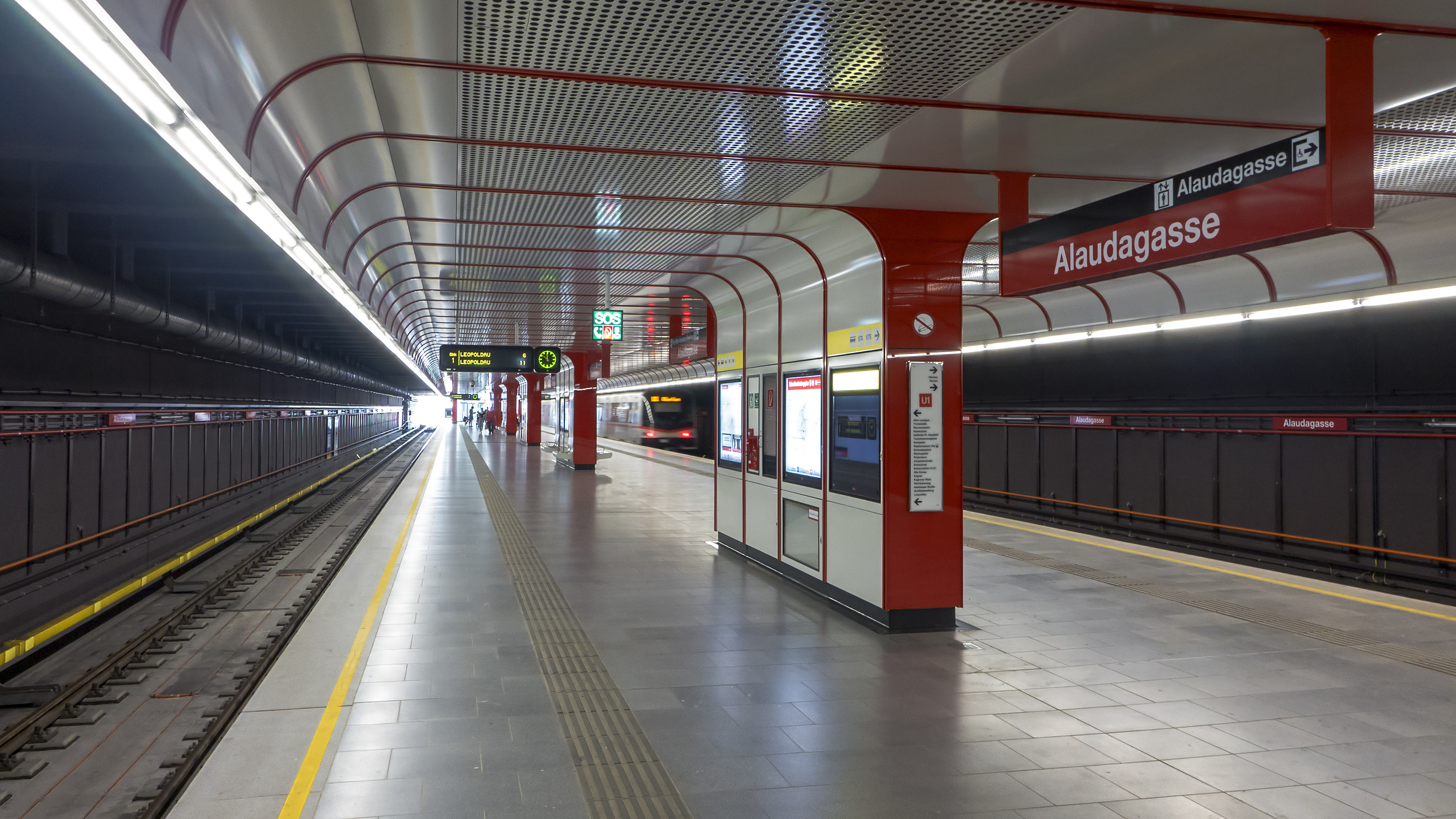
Het perron gezien uit het noorden.